# Günther Pape

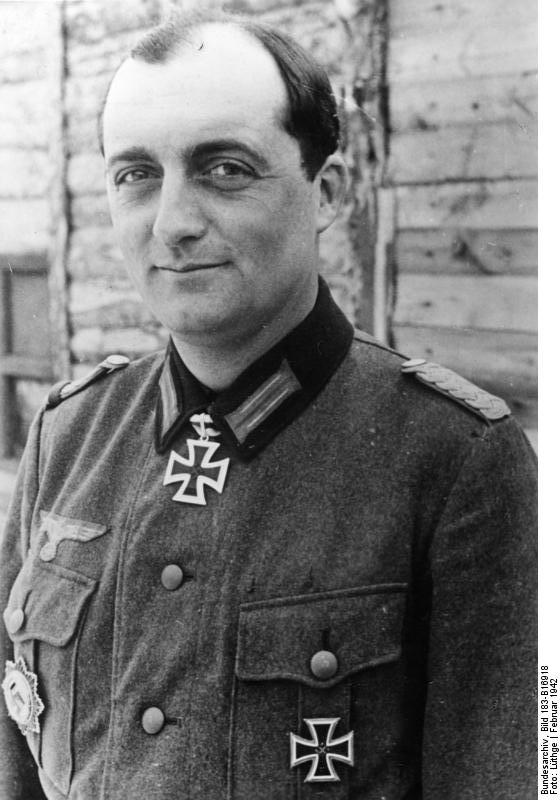
Günther Pape en febrero de 1942

Günther Pape (Düsseldorf, Alemania; 14 de julio de 1907 - 21 de nero de 1986)   fue un militar de carrera alemán con el grado Mayor General de la Wehrmacht,  que fue condecorado con las Hojas de Roble de la Cruz de Caballero por su valentía en el campo de batalla durante la Segunda Guerra Mundial.

## Biografía
Günther Pape nació en la ciudad de Düsseldorf en 1907.  A los 20 años se convirtió en cadete del Reichswehr donde llegó a teniente de caballería en 1932.   
En 1938, se convirtió en jefe de pelotón  de la 2 ª compañía del batallón blindado n.º 3 y el 1 de septiembre de 1941,   fue nombrado comandante de la compañía antitanque Panzer-Aufklärungs-Abteilung n.º 3 recibiendo por sus méritos en el Frente del Este, la Cruz de Caballero. 
Es nombrado comandante en jefe del Regimiento Panzer-Grenadiers N.º 394 ejerciendo estas funciones desde agosto de 1942 hasta octubre de 1943.  El 15 de septiembre de 1943 recibe de manos de Hitler la condecoración de las Hojas de Roble de la Cruz de Caballero.
El 1 de septiembre de 1944, recibe el mando de la división Panzer Feldherrnhalle Nº 1  alcanzando el grado de General de Brigada y destaca en la defensa de Budapest.
En 1945 es tomado prisionero por los americanos y trasladado a Canadá, es repatriado en 1947 sin cargos.
Pape ingresa al Bundeswehr (República Federal Alemana) manteniendo el grado alcanzado en la ex-Wehrmacht.  Pape es parte de la Crisis de los Generales en 1966, situación que lo fuerza a renunciar por fidelidad a sus superiores en el nuevo ejército alemán.
Günther Pape falleció a los 79 años.